# Кенар-Сар (дегестан)
Кенар-Сар (перс. کنارسر) — дегестан в Ірані, у бахші Кучесфаган, в шагрестані Решт остану Ґілян. За даними перепису 2006 року, його населення становило 7102 особи, які проживали у складі 2119 сімей.

## Населені пункти
До складу дегестану входять такі населені пункти:
- Ґараку
- Гендване-Пордесар
- Ґілвадаштан
- Джанакбар
- Джурбіджарколь
- Кенар-Сар
- Мамудан
- Пір-Муса
- Рудколь
- Шірає